# Anko (pâte)
Pour les articles homonymes, voir Anko.
L'anko (餡子) ou an (餡) est une pâte de haricots azuki (sorte de haricot rouge), originaire de Chine, où elle est utilisée ainsi qu'en Corée et au Japon, dans différents mets sucrés. La cosse est parfois enlevée. Puis, une fois bouilli puis broyé, l'azuki forme une pâte épaisse. Cette pâte est ensuite sucrée avec du sucre ou du miel. Il existe plusieurs consistances d’anko, selon la finesse du broyage de l'azuki.

## Types
Traditionnellement, l'anko est classé selon sa consistance.
Dans la cuisine chinoise, les types les plus communs sont :
- « purée » : pour cette préparation, les haricots sont bouillis avec du sucre puis réduits en purée. La pâte est lisse mais il subsiste des bouts de haricots et de cosses. Selon la texture désirée, les haricots peuvent être plus ou moins finement broyés. Des haricots non broyés sont éventuellement additionnés a posteriori pour obtenir la texture désirée. C'est le type le plus communément utilisé en Chine dans des préparations. Il est aussi consommé tel quel ou en soupe sucrée.
- « lisse » :  les haricots sont cuits sans sucre puis broyés. La pâte obtenue est ensuite filtrée et tamisée pour retirer les cosses, puis pressée et asséchée dans un coton à fromage. La pâte obtenue peut être directement sucrée puis utilisée. Cependant, il est habituel de faire revenir la pâte dans de l'huile ou du saindoux pour en améliorer la texture et le goût avant utilisation. Ce type de pâte est principalement utilisé pour fourrer les pâtisseries chinoises.

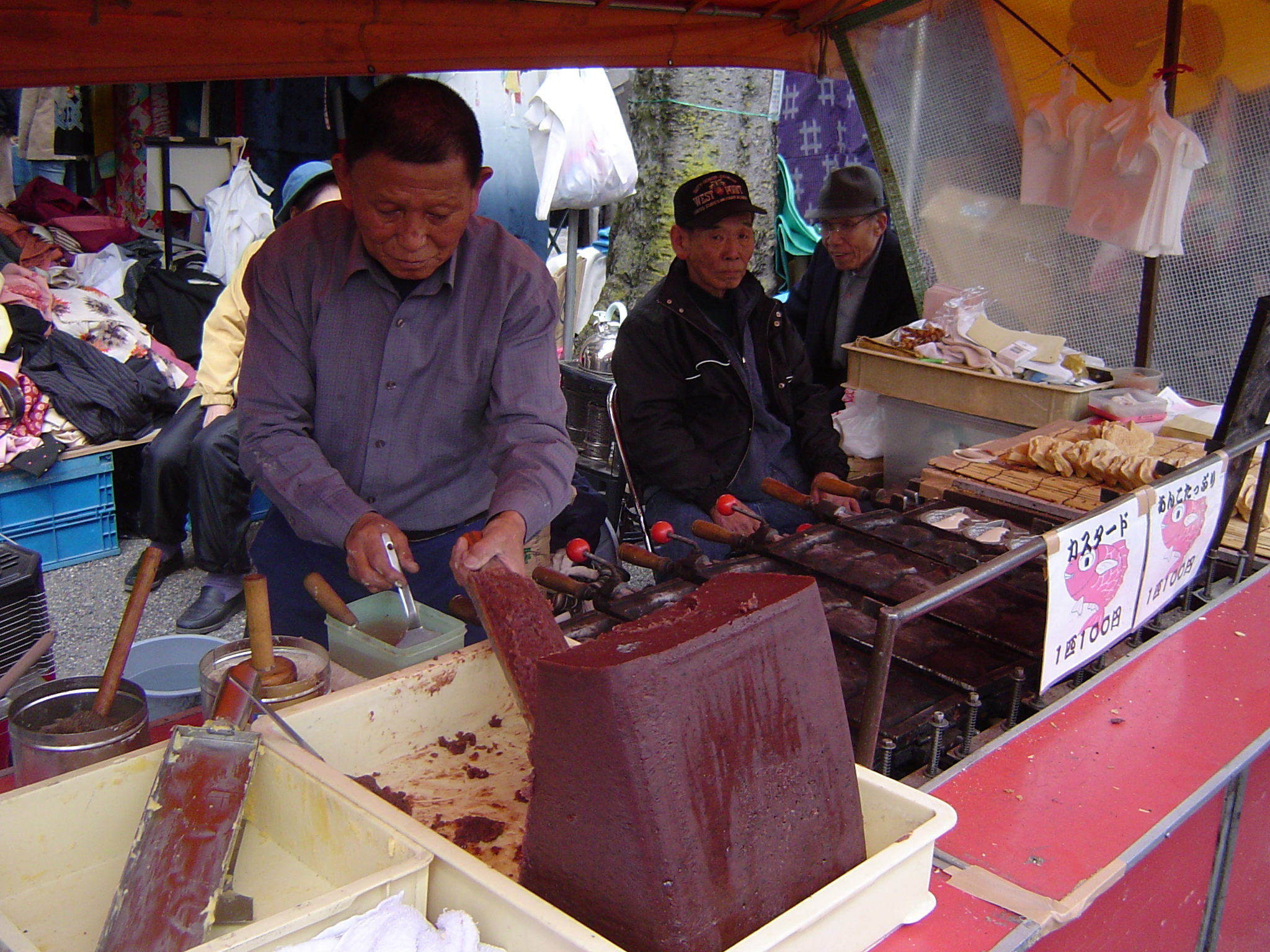
Pâte de haricots azuki utilisée pour fourrer des gâteaux (Kyoto).

Dans la cuisine japonaise, les types les plus communs sont :
- tsubuan (粒餡?) : les haricots sont bouillis avec du sucre sans aucun traitement postérieur.
- tsubushian (潰し餡?) : tsubuan broyé.
- koshian (漉し餡?) :  tsubushian auquel on a ôté les cosses ; le type le plus commun.
- sarashian (晒し餡?) : koshian qui a été desséché puis réhydraté.

## Étymologie
En japonais, un grand nombre de noms peut être utilisé pour désigner l'anko, incluant an (餡), anko (餡子) et ogura (小倉). Littéralement, le terme an réfère à toute pâte qui est sucrée, mangeable, faite à partir d'éléments broyés, et le fait que ce soit de la pâte de haricot rouge est induit. 
De même, le terme chinois : 豆沙 ; pinyin : dòu shā, désigne, si rien n'est précisé, l'anko, même si le terme exact est en chinois simplifié : 红豆沙 ; chinois traditionnel : 紅豆沙 ; pinyin : hóngdòu shā.

## Utilisation
En Chine, Corée et Japon, la pâte de haricots azuki est utilisée dans diverses pâtisseries, par exemple ; gâteau de lune, daifuku, anpan, taiyaki, dorayaki, monaka.

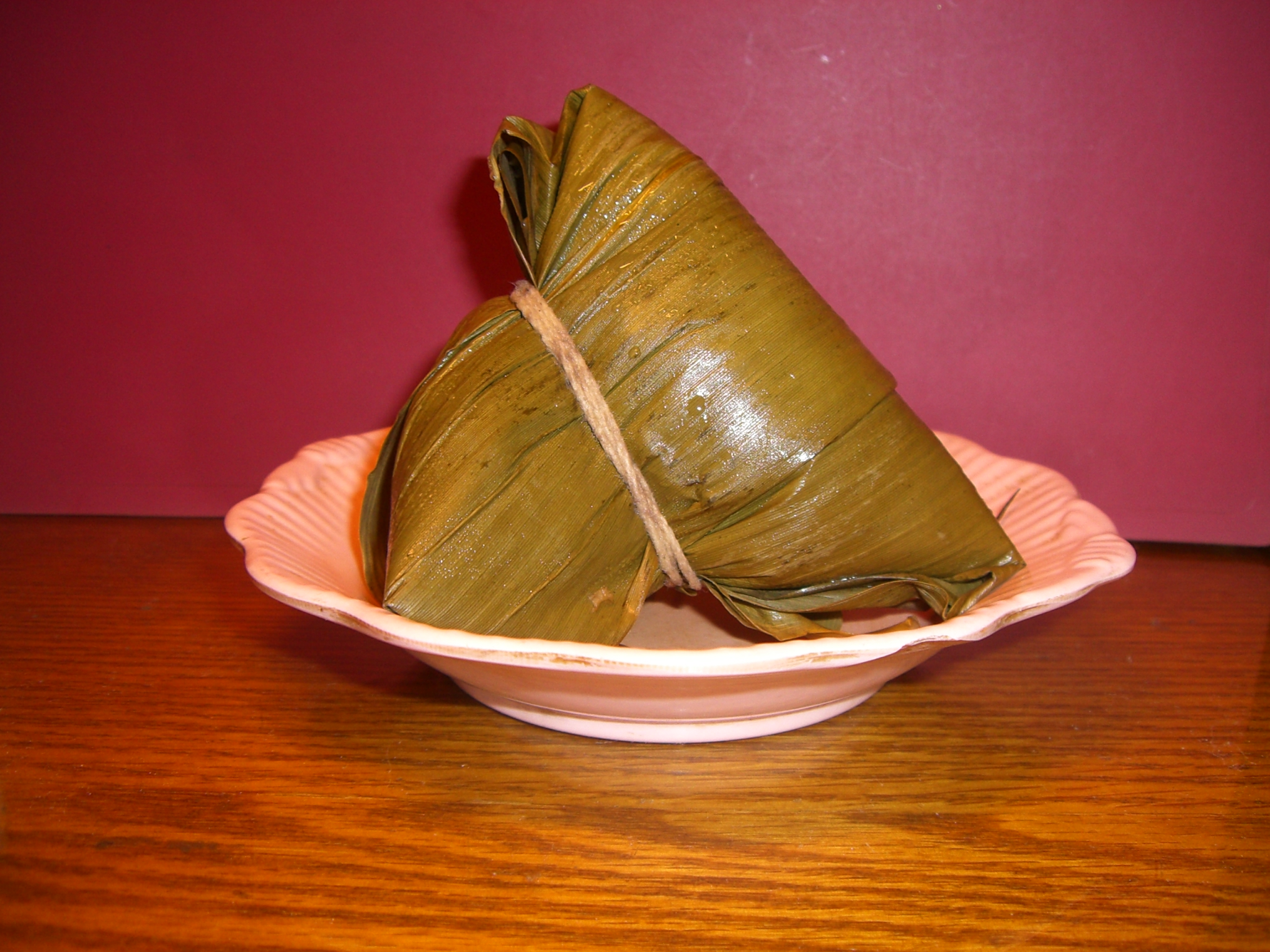
Zongzi chinois, mets fait de riz glutineux et pouvant être fourré au dousha.
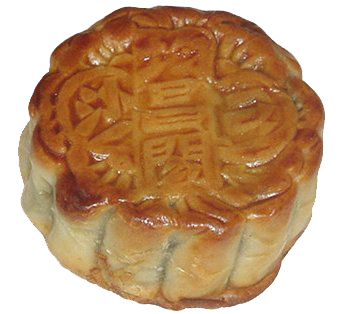
Gâteau de lune chinois, certaines variantes contiennent du dousha.
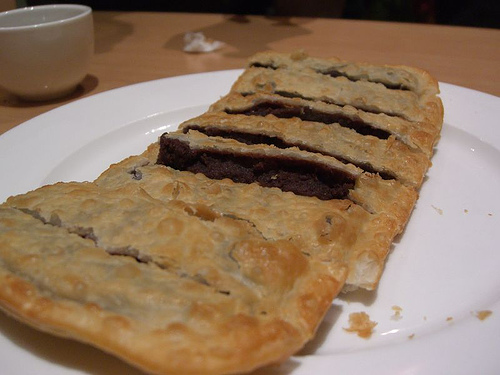
Galette chinoise fourrée au dousha.
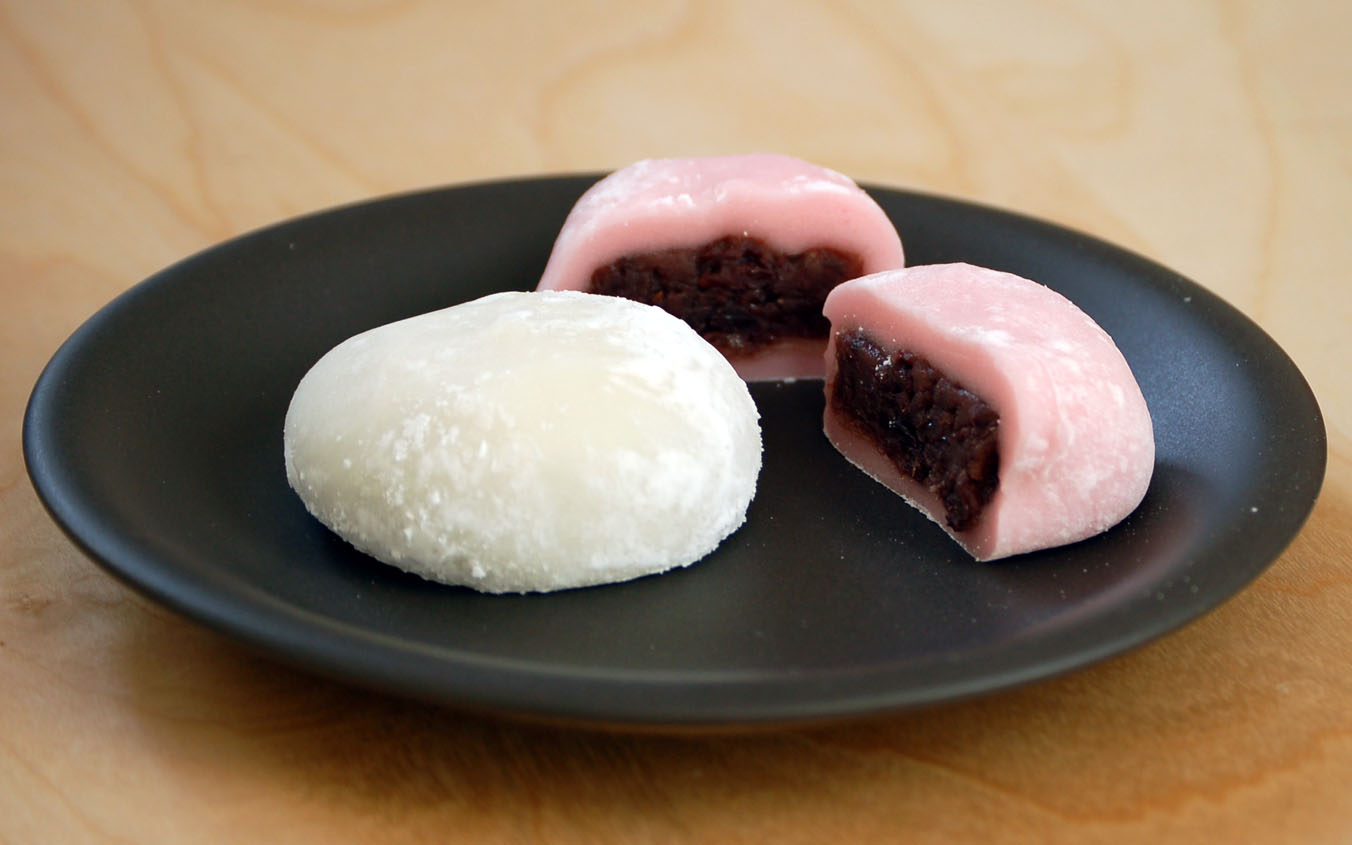
Daifuku japonais fourrés à l'anko.
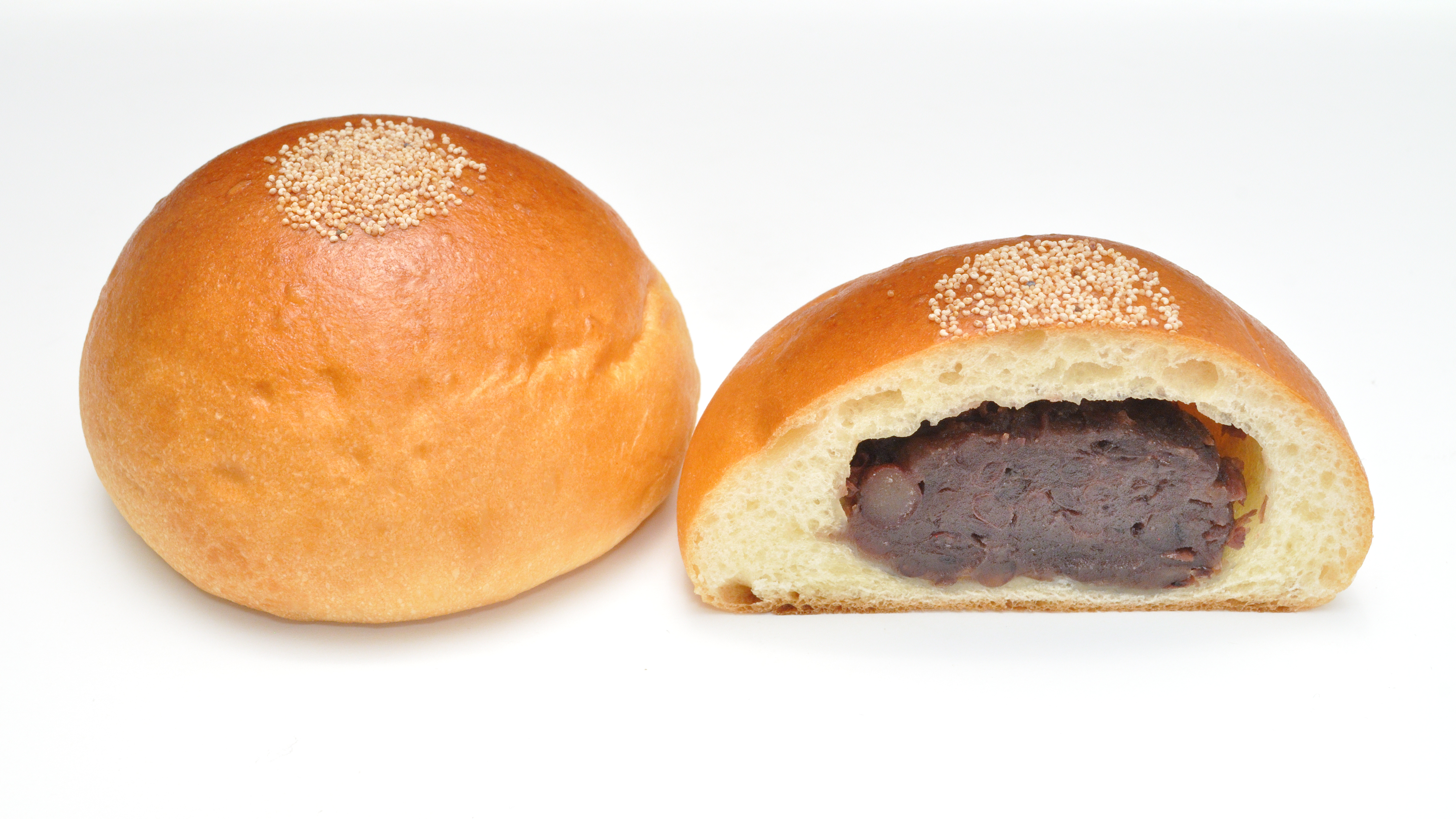
Anpan japonais.
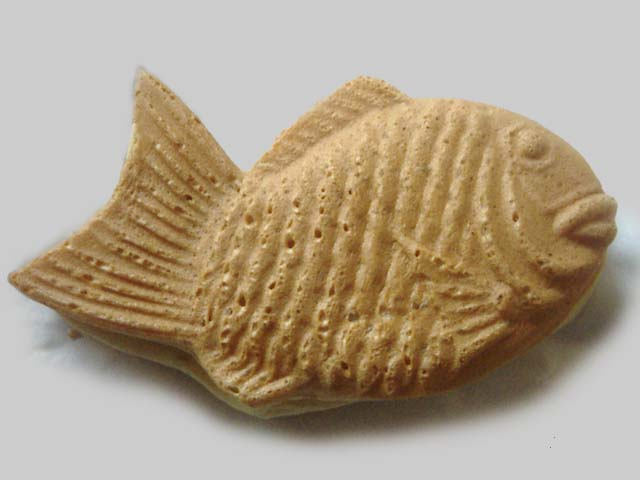
Taiyaki japonais.

## Variantes
- Zunda, une sorte d'anko faite de soja vert.
- Shiroan (白餡?), fait à partir de haricots blanc appelés shiro-ingenmame (白いんげん豆?).
- Kurian (栗餡?), fait à partir de châtaignes.

## Culture populaire
- C'est la garniture de l'anpan qui sert de tête à Anpanman.
- Le prénom d'un personnage de Naruto, Anko Mitarashi, est dérivé d'anko, et son nom de famille dérive de mitarashi dango, son encas préféré.
- Dans la nouvelle classique de Natsume Sōseki, Je suis un chat, le professeur Kushami est accro à l'anko, que sa femme pense être la source de la dyspepsie du professeur et des factures alimentaires trop élevées de la famille.
- Shiro, de Deadman Wonderland, adore les pains fourrés à l'anko et utilise souvent ses points gagnés lors de compétitions pour en acheter.
- An est le titre original du roman Les Délices de Tokyo de Durian Sukegawa dont le personnage principal fabrique et vend des dorayaki fourrés au an. L'œuvre a fait l'objet d'une adaptation cinématographique en 2015.